# Viola kiangsiensis
Viola kiangsiensis är en violväxtart som beskrevs av Wilhelm Becker. Viola kiangsiensis ingår i släktet violer, och familjen violväxter. Inga underarter finns listade i Catalogue of Life.